# 정주원 (배우)
정주원(1991년 11월 16일 ~ )은 대한민국의 배우이다.

## 학력
- 인천백운초등학교 (졸업)
- 인천상정중학교 (졸업)
- 인천초은고등학교 (졸업)

## 출연 작품

### 드라마
- 2018년 MBN 수요드라마 《연남동 539》 - 마눌 역
- 2018년 SBS 아침드라마 《나도 엄마야》 - 지봉규 역

### 그 외 활동
- 팝콘티비 BJ원이